# Monserrate
Monserrate (dal nome del monte della Catalogna chiamato Montserrat) è una montagna che domina il centro di Bogotà, capitale della Colombia. Il monte è alto 3.152 m s.l.m., in vetta c'è un santuario (costruito nel XVII secolo), dedicato El Señor Caído (Cristo Caduto).
Il monte è un luogo di pellegrinaggio, ed anche un sito turistico. Oltre al santuario, sulla vetta esistono un ristorante e diverse attrazioni turistiche. Vi si può arrivare con una funicolare o a piedi, il mezzo generalmente preferito dai pellegrini.